# Rezervația naturală Polistovski
Rezervația naturală Polistovski (în rusă Полистовский заповедник, transliterat: Polistovskii zapovednik) este o rezervație naturală strictă⁠(d) (zapovednik⁠(d)) din nord-vestul Rusiei, situată în raioanele Bejanițî⁠(d) și Loknia⁠(d) din regiunea Pskov, în rețeaua de mlaștini Polist-Lovat. Rezervația se află la aproximativ 120 km sud-est de orașul Pskov. A fost înființată oficial la 25 mai 1994, prin Decretul Guvernului Federației Ruse nr. 527, pentru a proteja ecosistemele de turbării ombrotrofe⁠(d) din nord-vestul Rusiei. Anterior, începând din 1977, a funcționat ca zakaznik⁠(d) („rezervație de vânătoare”).

## Poziție geografică
Rezervația are o formă alungită și se întinde de la sud-est către nord-vest, în zona de graniță dintre regiunile Pskov și Novgorod, la vest de Podișul Valdai. Ea se prelungește de partea celalaltă a graniței, pe teritoriul regiunii Novgorod, cu Rezervația naturală Rdeiski. Suprafața rezervației este împărțită între bazinele hidrografice ale râurilor Lovat⁠(d) și Polist⁠(d).
Terenul rezervației naturale Polistovski este format dintr-un peisaj glaciar, constituit în principal dintr-o zonă mlaștinoasă plată, cu numeroase lacuri. Unele suprafețe sunt acoperite de păduri. Această zonă a fost cercetată și descrisă de botanistul Iuri Ținzerling⁠(d).

## Ecoregiune și climă
Rezervația Polistovski se află în ecoregiunea pădurilor mixte sarmatice⁠(d), o centură de păduri mixte de stejar/molid/pin care se întinde din sudul Suediei până în Munții Ural. Clima de pe teritoriul rezervației este continentală umedă, cu veri răcoroase⁠(d) (clasificarea climatică Köppen (Dfb)). Acest climat se caracterizează prin variații mari de temperatură, atât diurne, cât și sezoniere, cu veri blânde și ierni reci, cu zăpadă.
Teritoriul rezervației este clasificat ca zonă umedă de importanță internațională, făcând parte din lista de rezervă a Convenției Ramsar. Începând din 2001 rezervația a fost inclusă în lista zonelor importante pentru păsări din Rusia.

## Floră
Zona constă în mare parte din turbării ombrotrofe⁠(d), cu arbori care cresc pe insulele din mlaștini. Principalele tipuri de păduri sunt pădurile de conifere (în special molid) și pădurile de foioase (mai ales stejar și tei și uneori mesteacăn și plop⁠(d)). Pe teritoriul rezervației cresc aproximativ 370 de specii de plante, printre care 45 de specii de licheni și 113 specii de mușchi, dintre care 26 de specii aparțin genului Sphagnum⁠(d). Lista plantelor vasculare include 450 de specii. Dintre acestea, 11 specii sunt incluse în Cartea Roșie a regiunii Pskov⁠(d), iar feriga baltică este inclusă în Cartea Roșie a Federației Ruse⁠(d). Plantele tipice rezervației Polistovski sunt mesteacănul pitic, merișorul de mlaștină⁠(d), murul arctic, Drosera anglica, roua cerului și Scheuchzeria palustris⁠(d). Speciile de plante rare sunt: Sphagnum tenellum⁠(d), Sphagnum lindbergii⁠(d), Sphagnum palustre⁠(d), orhideea de mlaștină⁠(d).

## Faună
În cadrul rezervației poate fi întâlnită nurca europeană, o specie de mamifer aflat în pericol de dispariție.